# 제롬 아이작 프리드먼
제롬 아이작 프리드먼(Jerome Isaac Friedman, 1930년 3월 28일)은 미국의 물리학자이다. 그는 나중에 쿼크로 알려진 양성자의 내부 구조를 보여준 공로로 1990년에 헨리 켄들, 리처드 테일러와 나란히 노벨 물리학상을 받았다.

## 생애
프리드먼은 일리노이주 시카고에서 태어났다. 그의 부모 Lillian (née Warsaw)와 Selig Friedman는 미국에서 러시아로 이민한 유대계 재봉틀 판매인들이었다.
제롬 프리드먼은 예술 쪽에 관심을 가졌으나 알베르트 아인슈타인 박사가 집필한 상대성에 대한 책을 읽은 뒤 물리학에 관심을 가지게 되었다. 그는 시카고 미술관의 장학금을 포기하고 시카고 대학교에 1946년 입학하여 물리학을 연구하였다. 그곳에서 엔리코 페르미 밑에서 연구를 수행하였고 마침내 1956년 물리학 박사 학위를 취득하였다. 1960년에 매사추세츠 공과대학교의 물리학 교수로 참여했다.
프리드먼, 켄들, R. 테일러는 1990년 노벨 물리학상을 나눠가졌다.

## 학력
- 1946~1950: 시카고 대학교 (학사)
- 1950~1954: 시카고 대학교 (석사)
- 1954~1956: 시카고 대학교 (박사)